# 166028 Karikókatalin
A 166028 Karikókatalin (ideiglenes jelöléssel: 2002 AR204) a Naprendszer kisbolygóövében található aszteroida. Sárneczky Krisztián és Heiner Zsuzsanna fedezte fel 2002. január 11-én.